# Lederia arctica
Lederia arctica es una especie de coleóptero de la familia Tetratomidae.

## Distribución geográfica
Habita en Alaska.